# علیرضا طلیسچی
علیرضا طلیسچی  (زادهٔ ۷ مهر ۱۳۶۴) خواننده، ترانه‌سرا، آهنگساز، تنظیم‌کننده و نوازنده موسیقی پاپ ایرانی و بازیگر ایرانی است.

## آغاز فعالیت
علیرضا طلیسچی خوانندگی را در ۱۸ سالگی به صورت حرفه‌ای آغاز کرد. در سال ۸۴ با انتشار آثار گروه «علیرضا و حمیدرضا» شناخته شد و این دو با یکدیگر دو آلبوم به نام‌های «نارفیق ۱» و «نارفیق ۲» را منتشر کردند. پس از آن آثار مستقلش را در فضای مجازی منتشر نمود. اولین آلبوم رسمی وی به نام «دقیقه‌هام» در اردیبهشت ماه سال ۱۳۹۵ پخش گردید او اولین کنسرت خود را ۱۴ آذر ۱۳۹۵ در سالن همایش میلاد نمایشگاه بین‌المللی تهران برگزار کرد.

## ترانه‌شناسی[۷]

### آلبوم‌های غیررسمی
- نارفیق (۱)
- نارفیق (۲)
- بی‌معرفت
- شیرین‌وفرهاد
- قمار
- بی‌هویت

### آلبوم‌های رسمی
- دقیقه‌هام (۱۳۹۵)[۸][۹]

| نام ترانه       | ترانه‌سرا      | آهنگساز       | تنظیم           |
| --------------- | ------------- | ------------- | --------------- |
| کسی که دیگه رفت | علیرضا طلیسچی | علیرضا طلیسچی | علیرضا طلیسچی   |
| دلخوشم به چیت   | علیرضا طلیسچی | علیرضا طلیسچی | اشکان آبرون     |
| دقیقه‌هام        | علیرضا طلیسچی | علیرضا طلیسچی | علیرضا طلیسچی   |
| وقتی هستی       | علیرضا طلیسچی | علیرضا طلیسچی | آرش خادمی       |
| اتفاقی دیدمت    | علیرضا طلیسچی | علیرضا طلیسچی | امیربهادر دهقان |
| حقمه            | علیرضا طلیسچی | علیرضا طلیسچی | علیرضا طلیسچی   |
| منو دریاب       | علیرضا طلیسچی | علیرضا طلیسچی | آرش خادمی       |
| ناراحته قلبم    | علیرضا طلیسچی | علیرضا طلیسچی | علیرضا طلیسچی   |
| ۱۷۵             | علیرضا طلیسچی | علیرضا طلیسچی | امیربهادر دهقان |

## تک‌آهنگ‌ها
| نام ترانه                            | ترانه‌سرا                      | آهنگساز                       | تنظیم           | میکس و مسترینگ  |
| ------------------------------------ | ----------------------------- | ----------------------------- | --------------- | --------------- |
| یک درصد                              | علیرضا طلیسچی                 | علیرضا طلیسچی                 | علیرضا طلیسچی   |                 |
| چهارشنبه سوری                        | علیرضا طلیسچی                 | علیرضا طلیسچی                 | علیرضا طلیسچی   |                 |
| Tonight                              | علیرضا طلیسچی                 |                               |                 | علیرضا طلیسچی   |
| روز نهم                              | علیرضا طلیسچی                 | علیرضا طلیسچی                 | علیرضا طلیسچی   |                 |
| ناتو (به‌همراه علی اصحابی و حمیدرضا)  | هادی اصحابی                   | علی اصحابی                    | امیر حیدری      |                 |
| حلقه                                 | علی ایلیا                     | علیرضا طلیسچی                 | بابک مافی       |                 |
| قرار نبود                            | علی ایلیا                     | علیرضا طلیسچی                 | امیربهادر دهقان | آرش پاکزاد      |
| تقویم                                | علیرضا طلیسچی                 | امیربهادر دهقان               | بابک مافی       | آرش پاکزاد      |
| اگه بدونی                            | علیرضا طلیسچی                 | علیرضا طلیسچی                 | علیرضا طلیسچی   | آرش پاکزاد      |
| چقدر دیر (به‌همراه سیاوش کسیخانی)     | علیرضا طلیسچی                 | علیرضا طلیسچی                 | علیرضا طلیسچی   | آرش پاکزاد      |
| وابستگی                              | علیرضا طلیسچی                 | علیرضا طلیسچی                 | علیرضا طلیسچی   |                 |
| با من بمون (به‌همراه بابک مافی)       | ترانه مکرم                    | بابک مافی                     | بابک مافی       |                 |
| تو کنار اون خوشی                     | علیرضا طلیسچی                 | علیرضا طلیسچی                 | امیربهادر دهقان | آرش پاکزاد      |
| همه دنیام تویی                       | علیرضا طلیسچی                 | علیرضا طلیسچی                 | علیرضا طلیسچی   | مهران عباسی     |
| علمدار                               |                               |                               |                 |                 |
| دوستت دارم                           | علیرضا طلیسچی                 | علیرضا طلیسچی                 | بهزاد گرجی      | بیژن گرجی       |
| دلم پیش توئه                         | مریم اسدی                     | میلاد باران                   | میلاد هاشمی     | میلاد هاشمی     |
| این زمستونم تموم شد                  | علیرضا طلیسچی                 | علیرضا طلیسچی                 | علیرضا طلیسچی   | آرش پاکزاد      |
| روبروی من                            | علیرضا طلیسچی                 | علیرضا طلیسچی                 | علیرضا طلیسچی   | ایمان حجت       |
| ساحل                                 | نرگس جعفری                    | امیربهادر دهقان               | امیربهادر دهقان | آرش پاکزاد      |
| نمی‌خوامت                             | علی ایلیا                     | علیرضا طلیسچی                 | علیرضا طلیسچی   | آرش پاکزاد      |
| سیاه                                 | علیرضا طلیسچی                 | علیرضا طلیسچی                 | علیرضا طلیسچی   | امیربهادر دهقان |
| موهات                                | علیرضا طلیسچی                 | علیرضا طلیسچی                 | علیرضا طلیسچی   | آرش پاکزاد      |
| نباشی پیشم                           | علیرضا طلیسچی                 | علیرضا طلیسچی                 | علیرضا طلیسچی   | آرش پاکزاد      |
| رد داده بودی                         | علیرضا طلیسچی                 | علیرضا طلیسچی                 | علیرضا طلیسچی   | ایمان احمدزاده  |
| زخمای من                             | علیرضا طلیسچی                 | علیرضا طلیسچی                 | علیرضا طلیسچی   | آرش پاکزاد      |
| آهنگ غمگین                           | علیرضا طلیسچی                 | علیرضا طلیسچی                 | علیرضا طلیسچی   | آرش پاکزاد      |
| دلگیرم                               | علیرضا طلیسچی                 | علیرضا طلیسچی                 | امیربهادر دهقان | آرش پاکزاد      |
| یلدا                                 | علیرضا طلیسچی                 | _                             | علیرضا طلیسچی   |                 |
| عزیزی                                | علیرضا طلیسچی                 | علیرضا طلیسچی                 | فرزان حسن‌وند    | فرزان حسن‌وند    |
| بگو نه                               | علیرضا طلیسچی                 | علیرضا طلیسچی                 | فرزان حسن‌وند    | فرزان حسن‌وند    |
| به خودم بد کردم (به‌همراه سعید آتانی) | علیرضا طلیسچی مهران حسینی     | علیرضا طلیسچی                 | علیرضا طلیسچی   | آرش پاکزاد      |
| دلی                                  | علیرضا طلیسچی                 | علیرضا طلیسچی                 | علیرضا طلیسچی   | امیربهادر دهقان |
| آی دل خودم                           | علیرضا طلیسچی                 | علیرضا طلیسچی                 | حامد برادران    | حامد برادران    |
| من همونم                             | علیرضا طلیسچی                 | پیمان زارعی                   | آرش خادمی       | آرش خادمی       |
| میرم پی کارم                         | علیرضا طلیسچی                 | علیرضا طلیسچی                 | حامد برادران    | حامد برادران    |
| تو فکر می‌کنی کی‌ای                    | علیرضا طلیسچی                 | علیرضا طلیسچی                 | حامد برادران    | حامد برادران    |
| نفس کی بودی تو                       | علیرضا طلیسچی                 | علیرضا طلیسچی                 | حامد برادران    | حامد برادران    |
| ای داد بر من                         | علیرضا طلیسچی                 | علیرضا طلیسچی                 | حامد برادران    | حامد برادران    |
| دیوونهٔ دوست‌داشتنی                    | علیرضا طلیسچی                 | علیرضا طلیسچی                 | حامد برادران    | حامد برادران    |
| آخرش قشنگه                           | علیرضا طلیسچی                 | علیرضا طلیسچی                 | امیربهادر دهقان | حامد برادران    |
| زندگی جونم                           | علیرضا طلیسچی                 | علیرضا طلیسچی                 | حامد برادران    | حامد برادران    |
| سختگیر                               | علیرضا طلیسچی                 | علیرضا طلیسچی                 | حامد برادران    | حامد برادران    |
| بام نبود کسی                         | علیرضا طلیسچی                 | علیرضا طلیسچی                 | امیربهادر دهقان | حامد برادران    |
| مادر                                 | علیرضا طلیسچی                 | علیرضا طلیسچی                 | علیرضا طلیسچی   | محمد فلاحی      |
| ای دل غافل                           | علیرضا طلیسچی                 | علیرضا طلیسچی                 | حامد برادران    | حامد برادران    |
| قاف                                  | علیرضا طلیسچی                 | علیرضا طلیسچی                 | امیربهادر دهقان | امیربهادر دهقان |
| دل به دل                             | علیرضا طلیسچی                 | علیرضا طلیسچی                 | معین راهبر      | معین راهبر      |
| لیلا                                 | نیما معین                     | نیما معین                     | علی بیات        | علی بیات        |
| نه نمیارم                            | طاها یوسفی                    | طاها یوسفی                    | فرزاد ماهان     | محمد فلاحی      |
| یه دریا نریم                         | علیرضا طلیسچی                 | علیرضا طلیسچی                 | حامد دهقانی     | حامد برادران    |
| قلب من                               | علیرضا طلیسچی                 | علیرضا طلیسچی                 | اشکان عرب       | محمد فلاحی      |
| فانوس دریایی                         | علیرضا طلیسچی                 | علیرضا طلیسچی                 | مهیار رضوان     | محمد فلاحی      |
| بهم برس                              | طاها یوسفی/داوین/اردلان/کیسان | طاها یوسفی/داوین/اردلان/کیسان | علی بیات        | علی بیات        |
| به تو چه                             | علیرضا طلیسچی                 | علیرضا طلیسچی                 | حامد برادران    | حامد برادران    |
| پاقدم                                | علیرضا طلیسچی                 | علیرضا طلیسچی                 | امیربهادر دهقان | امیربهادر دهقان |
| بی پناهی                             | علیرضا طلیسچی                 | علیرضا طلیسچی                 | امیربهادر دهقان | امیربهادر دهقان |
| مست عشق                              | علیرضا طلیسچی                 | علیرضا طلیسچی                 | علیرضا طلیسچی   | امیربهادر دهقان |
| هوار هوار                            | علیرضا طلیسچی                 | علیرضا طلیسچی                 | حامد برادران    | حامد برادران    |
| دل                                   | علیرضا طلیسچی                 | علیرضا طلیسچی                 | امین آئین       | محمد فلاحی      |
| نداریم از تو بهتر                    | علیرضا طلیسچی                 | علیرضا طلیسچی                 | معین راهبر      | معین راهبر      |

## موزیک ویدیو[۱۳]
- قرار نبود
- حلقه
- دلگیرم
- وابستگی
- من همونم
- به خودم بد کردم
- نفس کی بودی تو
- اگه بدونی
- ای داد بر من
- ای دل غافل
- آی دل خودم
- دیوونهٔ دوست‌داشتنی
- آخرش قشنگه
- زندگی جونم
- سختگیر
- قاف
- یه دریا نریم
- تقویم
- چقدر دیر
- Tonight
- خیر پیش
- یهو میرم
- دلت اومد
- هی نرو برگرد
- پاقدم
- هوار هوار

## فیلم‌شناسی

### نمایش خانگی
| سال  | عنوان فیلم  | نقش        | کارگردان        |
| ---- | ----------- | ---------- | --------------- |
| ۱۳۹۹ | شب‌های مافیا | شرکت کننده | سعید ابوطالب    |
| ۱۴۰۰ | سودا        | سروان مهری | ایمان یزدی      |
| ۱۴۰۱ | ارتش سری    | خواننده    | سعید ابوطالب    |
| ۱۴۰۲ | زودیاک      | شرکت کننده | محمدرضا رضائیان |

### تیتراژ تلویزیونی
| سال  | عنوان برنامه تلویزیونی | نام قطعه     | کارگردان        |
| ---- | ---------------------- | ------------ | --------------- |
| ۱۳۹۷ | خوشا ایران             | من همونم     | سیدمحمد قاسمیان |
| ۱۴۰۱ | پسر دلفینی             | قلب من       | محمد خیراندیش   |
| ۱۴۰۱ | پسر دلفینی             | فانوس دریایی | محمد خیراندیش   |
| ۱۴۰۳ | مست عشق                | مست عشق      | حسن فتحی        |